# Igor Sztefanovszki
Igor Sztefanovszki (Szkopje, 1982. december 27. –) macedón autóversenyző, korábban rajthoz állt az ETCC, a TCR Európa-kupa és az Olasz TCR-bajnokságban is. 

## Pályafutása
2003 és 2010 között nyolc alkalommal nyerte meg a macedón hegyi és pályabajnokságot. 2011-ben illetve 2012-ben az FIA Make Roads Safe kupáját nyerte meg, 2014-ben és 2015-ben pedig megnyerte az európai hegyi kupa egyes kategóriáját. 
2016-ban debütált az ETCC-ben a Lema Racing SEAT Leónjával, a szezon eleje nem sikerült túl eredményesen, az első három hétvége során 4 pontot sikerült összegyűjtenie, a negyedik illetve az ötödik hétvégén pedig indulni sem tudott, viszont az Imolában rendezett szezonzáróra visszatért és megnyerte a hétvége nyitófutamát. 2017-ben maradt a szériában azonban már a saját nevével fémjelzett csapattal szerepelt, ez az idény jóval eredményesebben sikerült, mind a tizenkét futamon célbaért és pontot is szerzett, öt alkalommal állhatott dobogóra, két alkalommal nyerni tudott - a Nordschleifén és Zolderben. 
2018-ra nevezett a TCR Európa-kupa teljes szezonjára, a szezon ezúttal jól indult számára, egy hetedik hellyel kezdett a szezonnyitón, azonban a második futamon egy hatalmas balesetet szenvedett, amelyben személyi sérülés nem történt, azonban az autója hatalmas sérülést szenvedett el, melynek következtében a teljes szezonja veszélybe került. Ugyan az autót a következő fordulóra, Zandvoortra nem sikerült tökéletesen megjavítani, de részt vett a hétvégén, a hétvége első futamán a rajtbalesetben Sztefanovszki is érintett volt így fel kellett adnia a futamot, a második futamon ugyan ismét ütközött egy másik versenyzővel, azonban 16.-ként célba ért, Spára összerakták az autót, de az indulás előtt találtak egy rejtett hibát, aminek az elhárításához szét kellett szedni a fél motorházat, ezért már nem tudtak elindulni a futamokon. A szezon későbbi fázisában sem sikerült már pontot szereznie, az év utolsó hétvégéjére már nem utazott el a mezőnnyel.
2019-re visszatért a hegyiversenyzéshez, valamint néhány hétvégén szerepelt az Olasz TCR-bajnokság futamain is. 2020-ban, a Vallelungában rendezett második versenyen a fordított rajtrácsos pole-ból indulhatott és megszerezte első győzelmét a bajnokságban. Ebben az évben még a TCR kelet-európai kupa évadnyitójára is nevezett. 2021-ben az Olasz TCR-bajnokságban az utolsó forduló kivételével mindegyiken rajthoz állt, melyeken összesen egy dobogót szerzett, Imolában.
2022-re kizárólag a hegyi versenyzésre összpontosított.

## Eredményei

### Teljes ETCC-s eredménylistája
| Év   | Csapat          | Autó                | 1   | 1   | 2   | 2   | 3   | 3   | 4   | 4   | 5   | 5   | 6   | 6   | Helyezés | Pont |
| 2016 | Lema Racing     | SEAT León Cup Racer | LEC | LEC | SVK | SVK | NOR | NOR | VIL | VIL | MAG | MAG | IMO | IMO | 10.      | 14   |
| ---- | --------------- | ------------------- | --- | --- | --- | --- | --- | --- | --- | --- | --- | --- | --- | --- | -------- | ---- |
| 2016 | Lema Racing     | SEAT León Cup Racer | 11  | 7   | 7   | Ki  | Ki  | Ni  | Ni  | Ni  |     |     | 1   | Ki  | 10.      | 14   |
| 2017 | AKK Stefanovski | SEAT León TCR       | MNZ | MNZ | HUN | HUN | NOR | NOR | VIL | VIL | ZOL | ZOL | MOS | MOS | 4.       | 60   |
| 2017 | AKK Stefanovski | SEAT León TCR       | 4   | 5   | 4   | 8   | 2   | 1   | 3   | 3   | 8   | 1   | 8   | 5   | 4.       | 60   |

### Teljes TCR Európa-kupa eredménylistája
| 7 | Ki | Ki | 16 |  |  | 13 | Ki | 16 | Ki | 14 | 15 |  |  |

### Teljes Olasz TCR-bajnokság eredménylistája
| Év   | Csapat                  | Autó              | 1   | 1   | 2   | 2   | 3   | 3   | 4   | 4   | 5   | 5   | 6   | 6   | 7   | 7   | Helyezés | Pont |
| 2018 | Stefanovski Racing Team | Hyundai i30 N TCR | IMO | IMO | LEC | LEC | MIS | MIS | MUG | MUG | IMO | IMO | VAL | VAL | MNZ | MNZ | 23.      | 6    |
| ---- | ----------------------- | ----------------- | --- | --- | --- | --- | --- | --- | --- | --- | --- | --- | --- | --- | --- | --- | -------- | ---- |
| 2018 | Stefanovski Racing Team | Hyundai i30 N TCR |     |     |     |     |     |     |     |     |     |     |     |     | 7   | 10  | 23.      | 6    |
| 2019 | Stefanovski Racing Team | Hyundai i30 N TCR | MNZ | MNZ | MIS | MIS | IMO | IMO | MUG | MUG | IMO | IMO | VAL | VAL | MNZ | MNZ | 10.      | 36   |
| 2019 | Stefanovski Racing Team | Hyundai i30 N TCR |     |     | 4   | Ki  | 10  | 12  |     |     | 3   | 2   |     |     |     |     | 10.      | 36   |
| 2020 | Stefanovski Racing Team | Hyundai i30 N TCR | MUG | MUG | MIS | MIS | IMO | IMO | VAL | VAL | MNZ | MNZ | IMO | IMO |     |     | 12.      | 67   |
| 2020 | Stefanovski Racing Team | Hyundai i30 N TCR |     |     |     |     | Ki  | 3   | 7   | 1   | 14  | Ki  | 6   | 10  |     |     | 12.      | 67   |
| 2021 | Stefanovski Racing Team | Hyundai i30 N TCR | MNZ | MNZ | MIS | MIS | VAL | VAL | IMO | IMO | IMO | IMO | MUG | MUG |     |     | 8.       | 155  |
| 2021 | Stefanovski Racing Team | Hyundai i30 N TCR | 4   | 23† | Ki6 | 8   | 610 | 17† | 24  | Ki  | 8   | 6   |     |     |     |     | 8.       | 155  |

† A versenyt nem fejezte be, de helyezését értékelték, mert a versenytáv több, mint 70%-át teljesítette.

### Teljes TCR kelet-európai kupa eredménysorozata
| 6 | 6 |  |  |  |  |  |  |

† A versenyt nem fejezte be, de helyezését értékelték, mert a versenytáv több, mint 70%-át teljesítette.